# Titanosuchidae
A Titanosuchidae az emlősszerűek (Synapsida) osztályába és a Therapsida rendjébe tartozó család.

## Tudnivalók

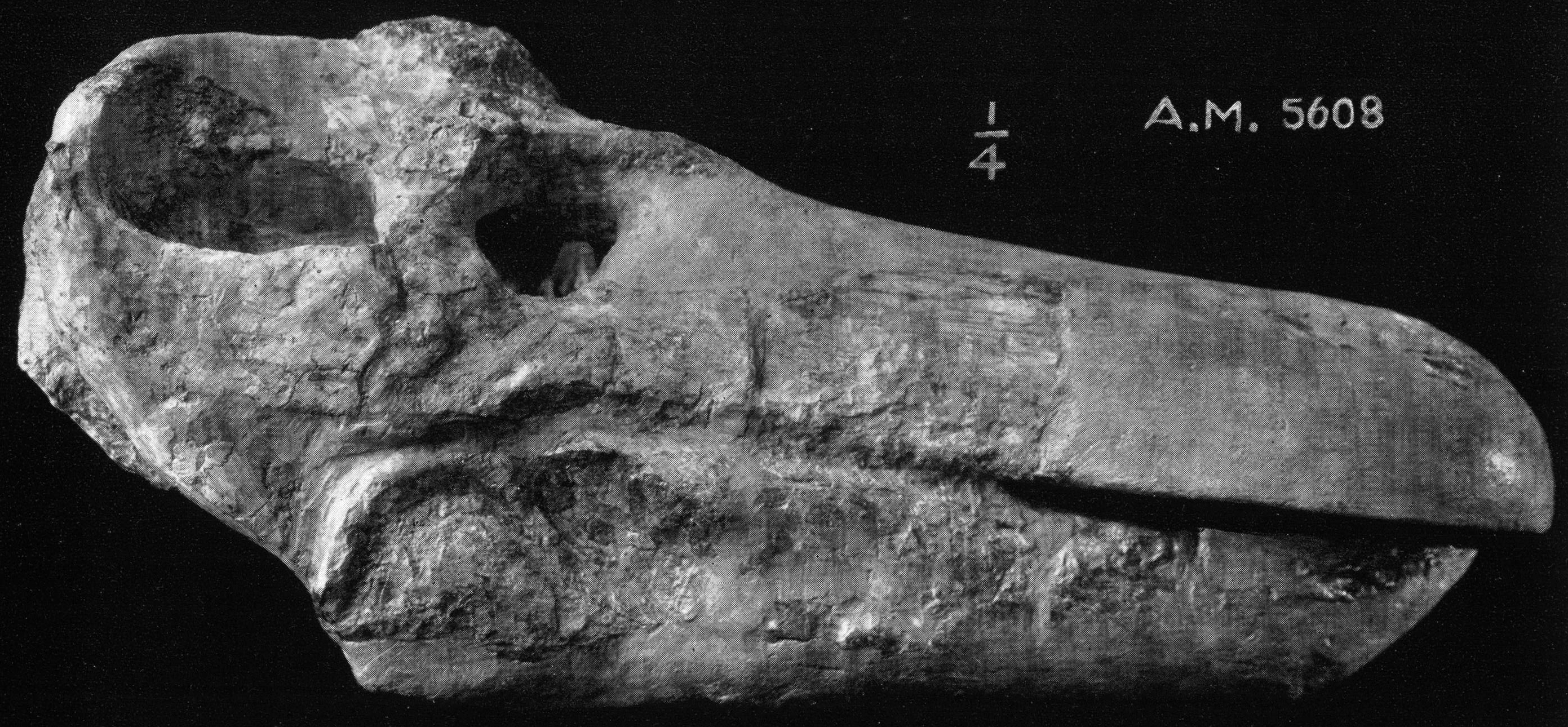
Jonkeria ingens koponya

A Titanosuchidae család a Titanosuchia alrendágához tartozik, benne egyaránt vannak ragadozók és növényevők. A családot korábban a Tapinocephalia alrendágba sorolták, mivel, mint az utóbbiaknak a Titanosuchidae-fajoknak is vastag koponyája volt, amivel lehet, hogy döfködték egymást. A család tagjai a középső perm korszakban jelentek meg. A szemfogaik jó nagyok voltak, s metszőfogaik jó erősek. A Titanosuchidae család rokonságban áll más Dinocephalia családokkal, ilyen például a Tapinocephalidae család, ahová a Moschops capensis is tartozik. A legismertebb titanosuchidok a Jonkeria és a Titanosuchus. Mint más Dinocephalia család, a Titanosuchidae család is kihalt a perm–triász kihalási esemény alatt.

## Rendszerezés
A családba az alábbi nemek tartoztak:
- Jonkeria
- Titanosuchus típusnem